# Cordia oncocalyx
Cordia oncocalyx là loài thực vật có hoa trong họ Mồ hôi. Loài này được Allemão mô tả khoa học đầu tiên năm 1862.